# محمدناصر صفا
محمدناصر صفا، ملقب به ظهیرالسلطان (زاده: ۱۲۵۷ خورشیدی در تهران، درگذشت: زمستان ۱۳۳۸ خورشیدی در کرمان) از نقاشان توانای ایرانی در اواخر عهد قاجاریه تا اواسط عهد پهلوی بود.
وی فرزند ارشد علی خان ظهیرالدوله، ایشیک آقاسی یا وزیر تشریفات دربار ناصرالدین شاه قاجار و همینطور داماد او به‌شمار می‌آمد.
مادر او نیز، خانم فروغ الدوله، ملقب به ملکه ایران یا تومان آغا، دختر ناصرالدین شاه و عمه محمدعلی شاه قاجار محسوب می‌شد و از شاهزادگان باسواد و تحصیلکرده قاجاری بود.
ظهیرالسلطان، به اقتضای پیوستن پدر و مادرش به جمع مشروطه خواهان به مبارزات صدر مشروطیت پیوست و از همرزمان و همراهان سید محمد طباطبایی، سید عبدالله بهبهانی، ملک المتکلمین، میرزا جهانگیرخان صوراسرافیل، و... بود و به همراه آنان، جزو محبوسان باغ شاه به‌شمار می‌آمد.
وی که از بهترین شاگردان کمال الملک محسوب می‌شد، برای سالیان مدید، مقیم شهر کرمان بود و در همین شهر در فقر و تنهایی جان سپرد و به خاک سپرده شد.

## معرفی
مورخ نامدار، دکتر باستانی پاریزی، در کتاب جامع المقدمات خویش، این شاهزاده هنرمند قاجاری و خانواده او را چنین معرفی کرده‌است:
«محمدناصر خان صفا، معروف به ظهیرالسلطان، پسر علی خان ظهیرالدوله، داماد ناصرالدین شاه بود که مدتها حکومت گیلان و همدان را داشت و همانست که مدتها مُرید صفی علیشاه شد و خانه خود را مرکز صوفیه قرار داد، و خود لقب صفاعلی یافت و سرانجام خود جانشین صفی علیشاه گردید. مادر او، خانم فروغ الدوله ملقب به ملکه ایران یا تومان آغا  بود که در سال ۱۲۹۷ هجری قمری (۱۸۷۹ میلادی) با علیخان ظهیرالدوله ازدواج کرده بود.»

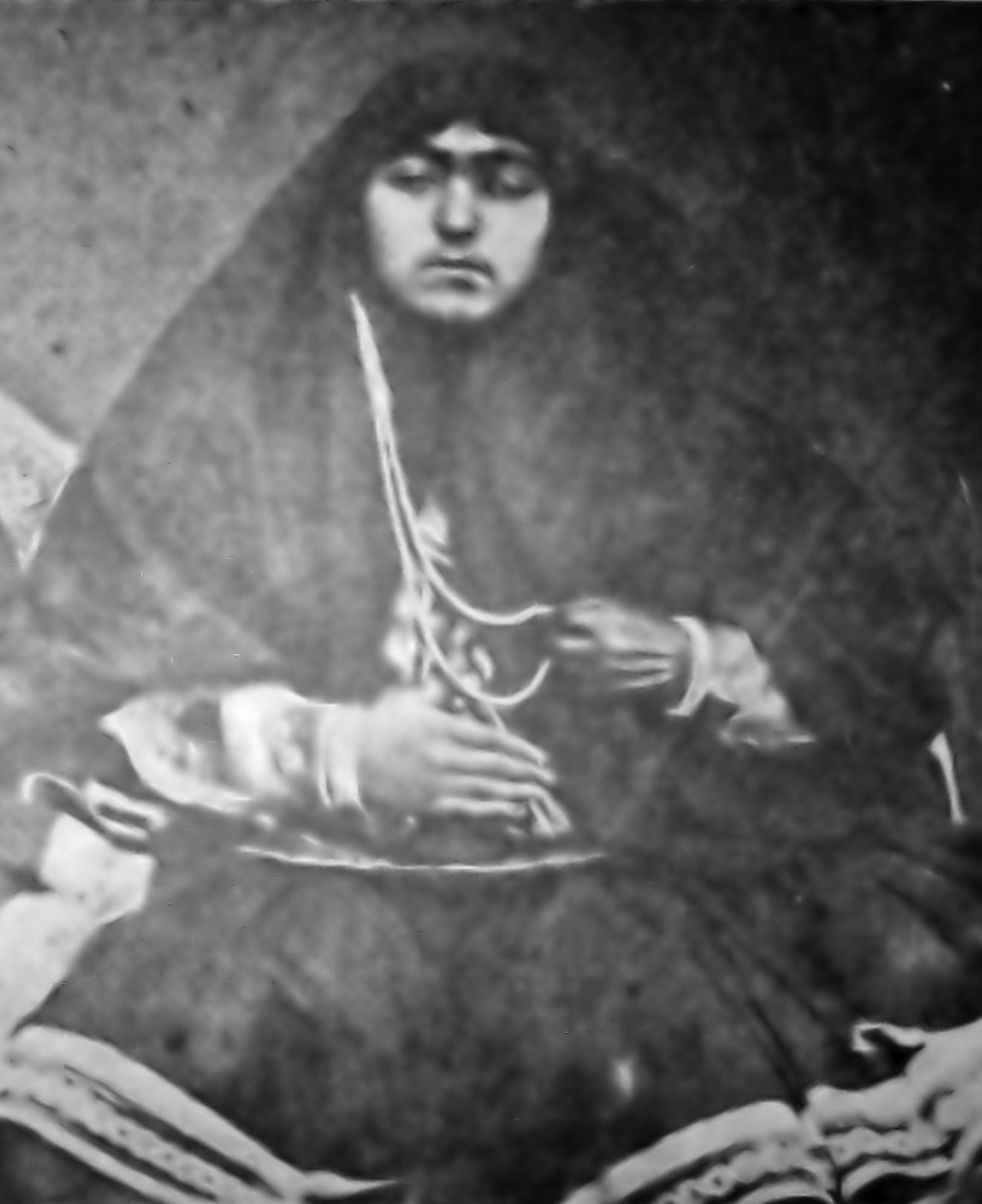
خانم فروغ‌الدوله، مادر شاهزاده ظهیرالسلطان

ظهیرالدوله، پدر ظهیرالسلطان و صفی‌علیشاه، قطب و مقتدای او

دوستعلی معیری (معیرالممالک) نیز، در مجموعه مقالات خویش با عنوان «رجال عصر ناصری» که نخست در مجله یغما و سپس به صورت کتاب مستقلی نیز به چاپ رسیده‌است، به اسامی فرزندان ظهیرالدوله صفا و از جمله پسر ارشد او، شاهزاده ظهیرالسلطان چنین اشاره کرده‌است:
«ظهیرالدوله سه پسر داشت، از این قرار: محمدناصر صفا ظهیرالسلطان که از نقاشان زبر دست می‌باشد و سالهاست که در کرمان به سر می‌برد.[توجه شود که این مطلب در سال ۱۳۳۵ خورشیدی نوشته شده‌است]. ناصرقلی مظفرالدوله و ناصرعلی که اولی در سن کمال و دومی در شباب درگذشتند.
وی همچنین سه دختر داشت بدین شرح: عزیزالملوک که بعداً ملقب به فروغ الدوله و زن قوام الدوله شد. ولیه صفا فروغ الملوک، که شوهر اختیار نکرد و نزد اهل ارشاد تقریباً مقام پدر را داشت. نقاشی آب و رنگ و فن پرداز را نیکو می‌پرداخت و برخی کارهایش بهترین نمونهٔ این هنر ظریف به شمار می‌روند و بالاخره ملک الملوک، که او نیز دارای ذوق شعر و نقاشی بود، وی همسر غلامحسین میرزا پسر شاهزادهٔ عمیدالملک شد و در جوانی درگذشت.»

## تحصیلات
استاد محمد غفاری، ملقب به کمال الملک، که از بزرگترین نقاشان تاریخ ایران محسوب می‌شود، هنگامیکه ظهیرالدوله والی مشهد بود، هفته‌ای یک روز، مطابق اصول طریقتی به منزل ظهیرالدوله، که پس از صفی علیشاه، قطب دراویش صفی علی شاهی شده بود، می‌رفت. در همین دوران، ظهیرالدوله از کمال الملک خواست که به فرزندش، شاهزاده ظهیرالسلطان تعلیم نقاشی بدهد.
ظهیرالسلطان که خود بعدها از نقاشان بزرگ شد و در کرمان از تعلیم نقاشی گذران می‌کرد، به یکی از بهترین شاگردان کمال الملک تبدیل گردید.
ظهیرالدوله بعدها، پسر ارشدش ظهیرالسلطان را برای ادامه تحصیلات، به ایتالیا فرستاد. محمد ناصر صفا، مدت هفت سال مقیم ایتالیا بود و در آنجا به تعلیم نقاشی و مجسمه سازی ادامه داد.
از جمله مجسمه‌های معروف ساخته شده توسط او، نیم تنه‌ای زیبا از صفی علیشاه بود که دوستعلی معیری بدان اینگونه اشاره کرده‌است:
«.... اولین کسی که در پایتخت انجمن آراست و الحق انجمنی بی آلایش و مفید به شمار می‌رفت، ظهیرالدوله بود. وی در قسمت شمالی باغ خود،، «مجمع أخوّت» [همان «انجمن اخوت»] را به پا ساخت و در وسط تالار وسیع آن، مجسمهٔ نیم تنهٔ مُراد اخوان = قطب دراویش صفی علیشاهی را، قرار داد. محمدناصر ظهیرالسلطان، فرزند ارشد ظهیرالدوله، [همچنین] شبیهی از صفی علیشاه ساخت و تقدیم انجمن داشت. پردهٔ مزبور، سالها زینت بخش تالار بود و فعلا در مزار پیر درویشان می‌باشد.»
نقاشی مذکور ظاهراً همان تابلوی نقاشی بزرگی است، که هم‌اکنون نیز در تالار اصلی خانقاه صفی علیشاهی تهران، به چشم می‌خورد و شبیه آن بر جلد اغلب آثار صفی علیشاه نیز درج شده‌است.
ظهیرالسلطان از سنین جوانی خود، شعر هم می‌گفت. استاد زمان زمانی، که از نقاشان مطرح ایرانی است، در مصاحبه‌ای با سایت همشهری آنلاین، از محمدناصر صفا، به عنوان نقاش کتاب‌های درسی مدارس ایران نام برده‌است. در شرح حالی از او، مندرج در سایت غدیر نیز، بر این نکته که محمدناصر صفا یکی از نخستین طراحان نقاشی‌های کتب درسی در ایران بوده، تأکید شده‌است.

## مبارزات در مشروطیت
باستانی پاریزی در فراز دیگری از کتاب جامع المقدمات خویش، به برخی مبارزات ظهیرالسلطان (شاهزاده صفا) در صدر مشروطیت و ماجرای زندانی شدن او در کنار سایر آزادیخواهان و مشروطه طلبان در باغشاه اشاره نموده‌است:
«ظهیرالسلطان از کسانی بود که به قول من = باستانی پاریزی، تنش بوی باروت میدان بهارستان در یوم التوپ [روز به توپ بسته شدن مجلس شورای ملی به فرمان محمدعلی شاه قاجار] را می‌داده‌است. او با آقا سید محمد طباطبایی و آقا سید عبدالله بهبهانی، همه جا همراه بود و در ایام بحرانی مجلس، تحت تعقیب مستبدین بود. حتی یک روز هم، به قول مادرش = فروغ الدوله، ملکه ایران:
«... ظهیرالسلطان را عقب کردند که او را بگیرند، عبایش را به تنش ریز ریز کرده بودند، چون دم خانه سید محمد بود، خودش را انداخته بود توی خانه، امروز نُه روز است که شب و روز آنجاست، از ترس هیچ بیرون نمی‌آید. شاه حُکم کرده بود که هر وقت ظهیرالسلطان بیرون بیاید، بگیرندش....»

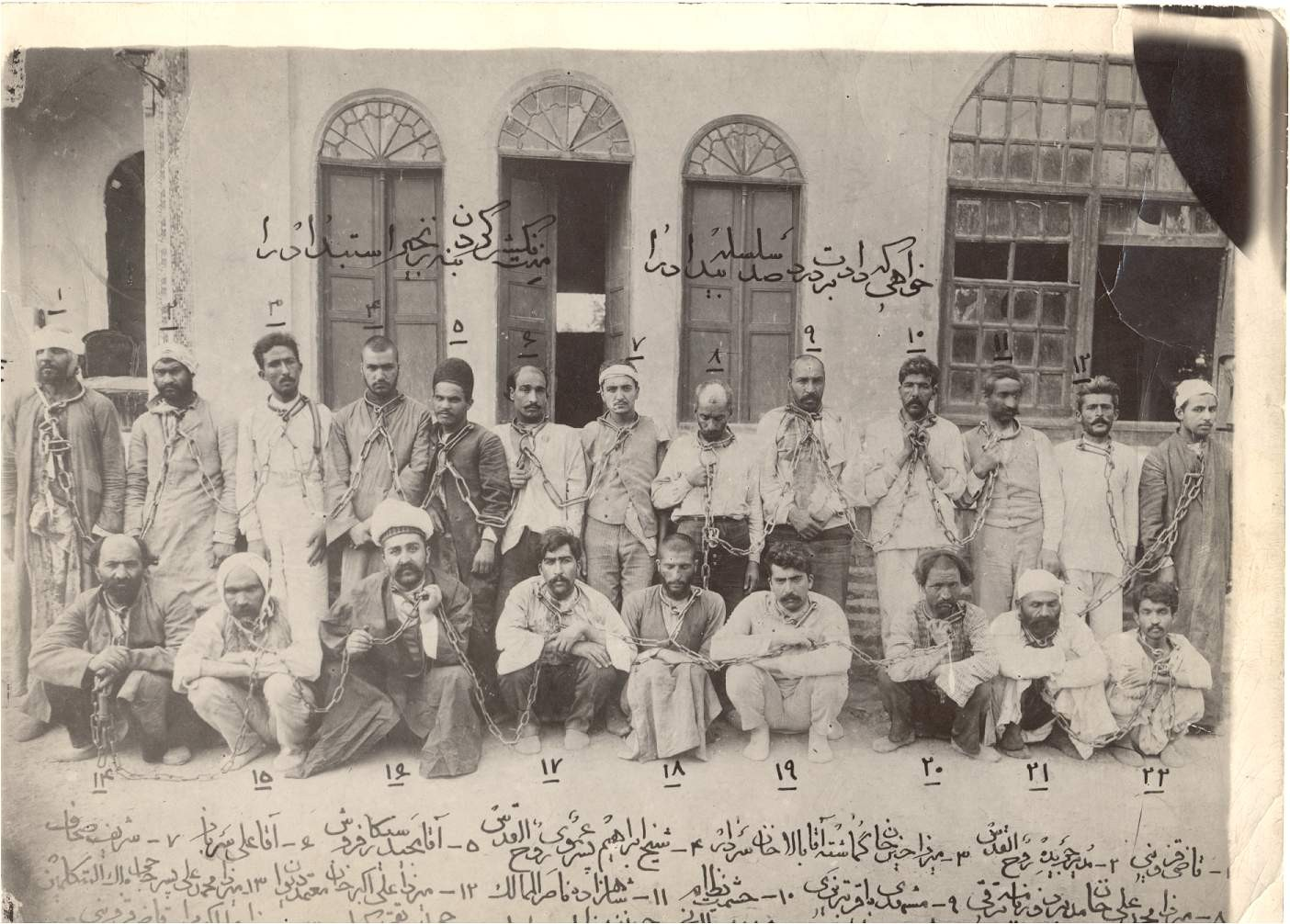
جمعی از محبوسان در باغ شاه

وی در جای دیگر، به نقل از یکی از نامه‌های خانم فروغ الدوله خطاب به همسرش ظهیرالدوله (مادر و پدر ظهیرالسلطان) نوشته‌است:
«... ظهیرالسلطان در یوم التوپ هم در مجلس بود و او به همراه آقا سید عبدالله و آقا سید محمد و تقی زاده و پسرهای آقا سید محمد، گریختند، رفتند پارک امین الدوله قایم شدند.... سپس [همه آنها را] بردند به باغ شاه، در حالیکه همه سر برهنه [بودند] و رخت‌هاشان را تکه تکه کرده بودند، سر و صورتشان خون آلوده [بود]، اول اینها را تا دَم ِ خانه «کُنت» با پس گردنی پیاده آورده بودند، آقا سید عبدالله غش کرده بود، دیگر نتوانسته بود راه برود، برایش یک کالسکه آوردند، همه شان را ریختند توی کالسکه بردند باغ شاه.....»
در بخش دیگری از نامه‌های مادر ظهیرالسلطان، یعنی ملکه ایران، که عمه محمدعلیشاه و دختر ناصرالدین شاه محسوب می‌شد، و این نامه‌ها را خطاب به شوهرش، ظهیرالدوله، که مقارن با ایام به توپ بستن مجلس در رشت بود، می‌نوشت، به این نکته که شاهزاده ظهیرالسلطان در آن روزها در معرض خطر کشته شدن قرار داشته نیز، اشاره شده‌است:
«به من = فروغ الدوله گفتند یک کاغذ بنویس به شاه = محمدعلیشاه، و توسط شفاعت = ظهیرالسلطان را بکن و بگو نکشندش!.... ببینید من حالا چه حالی باید داشته باشم، گفتم کاغذ به شاه در این موقع فایده ندارد، به امیربهادر یک کاغذ نوشتم که: نمی‌گویم ظهیرالسلطان تقصیر ندارد، امّا جوان است!، رحم به جوانیش بکنید، بفرستیدش یک جائی، یا حبسش کنید، نگذارید بکشندش!...»
از اسناد تاریخی چنین برمی آید که ظهیرالسلطان عاقبت با شفاعت و پیگیری مادرش، ملکه ایران، از حبس باغشاه آزاد می‌شود. در نامه‌ای دیگر از ملکه ایران به عاقبت برخی از محبوسان سرشناس باغ شاه و از جمله ظهیرالسلطان چنین اشاره شده‌است:
«.... پس از آزادی برخی محبوسان، آقا سید عبدالله بهبهانی را آوردند اندرون، با امیر جنگ و آقا سید محمد طباطبایی، شاه به هر دوشان خیلی التفات و دلجوئی کرد، دوازده هزارتومان به آقا سید عبدالله حواله داد و دو کالسکه که ببرندش، رویش را هم بوسید، او هم روی شاه را بوسید. آقا سید محمد را هم سه هزار تومان حواله دادند که بروند به کربلا. ملک المتکلمین را طناب انداختند. آن مرد روزنامه نویس مقصود میرزا جهانگیر خان صوراسرافیل است را کشتند... ده پانزده نفر دیگر را هم کشتند.... یک شب و روز در باغ شاه ماندیم. به شاه عرض کردم من نمی‌توانم در اینجا بمانم، ظهیرالسلطان در اینجا حبس است، زیر زنجیر. متصل هم خواجه‌ها و غلام بچه‌ها می‌آیند و تعریف می‌کنند که چه گفت، چه کرد!، خوب است مرخص کنید، من = ملکه ایران، بروم امیریه...»
ملکه ایران (فروغ الدوله)، چند روز بعد، و طی تلگرافی که به تاریخ ۲۶ جمادی الثانی ۱۳۲۶ هجری قمری (۲۶ ژوئیه ۱۹۰۸ م)، از تهران به بارفروش مخابره می‌کند، آزادی ظهیرالسلطان را به همسرش ظهیرالدوله، چنین اعلام می‌نماید:
«... حضور مبارک جناب مستطاب آقای ظهیرالدوله، ظهیرالسلطان را، شاه مرخص فرمودند، الان پیش من است، عرض چاکری می‌رساند، همه سلامت هستیم. از سلامتی خودتان اطلاع بدهید... ملکه ایران...»
محمد ناصر صفا، ظهیرالسلطان، بعدها از جنجال‌های مربوط به مبارزات سیاسی، به کلی فاصله می‌گیرد و

## عاقبت او
دکتر محمد ابراهیم باستانی پاریزی در نوشته‌های خویش، ضمن اشاره به زندگی محقر و فقیرانه شاهزاده ظهیرالسلطان در کرمان و شرحی در این مورد، به عاقبت وی چنین اشاره کرده‌است:
«محمدناصرخان صفا (شاهزاده ظهیرالسلطان) در زمستان ۱۳۳۸ خورشیدی(۱۹۵۹ میلادی) در کرمان، از فقر و بینوائی و بی کسی مُرد. او زن و بچّه نداشت. همسایه‌ها یک روز متوجّه بیماری ِ شدید ِ او شدند و او را به «بیمارستان شاه» رساندند، امّا وی پس از مدّتی کوتاه درگذشت.
دکتر حبیب الله رشیدفرّخی، که پزشک ِ معالج ِ وی بود، به یکی از شیخیه
تلفن زد و گفت: بنی عمّ = [پسر عموی] شما، در بیمارستان مُرده و کسی نیست او را جمع کند!، کمکی بکنید...، جواب شنید: ما بیست هزار از این نوع بنی عمّ‌ها داریم!؟..."
ناچار به شهرداری ِکرمان تلفن زدند که: «شاهزاده صفا-ظهیرالسلطان- فوت کرده و مخارج ِ کفن و دفن ندارد!..»

«صدر میرحسینی» که در آن موقع شهردار ِ کرمان بود، در جواب گفته بود: 
"شهرداری، طبق ِ تبصرهٔ فلان ِ مادّهٔ فلان ِ آئین نامهٔ خدمات شهری، بودجهٔ خاصّی برای کفن و دفن ِ افراد ِ ولگرد و معتاد و گدا و.... دارد و خلاصه شهرداری، می‌تواند هر بینوائی را خاک کند به جز یک شاهزاده را.... !؟... ، آن هم تازه شاهزاده‌ای که نوهٔ مظفرالدین شاهی است که خود ادعای ِ شیخی بودن داشت!!...
ناچار «دکتر رشیدفرّخی» مجبور شد که خود دست به جیب شود و پول ِ کفن ِ «شازده» را بپردازد! (دست مریزاد به دکتر!، کار را که کرد؟ آن که تمام کرد!؟)
یک صوفی ِ گنابادی هم که آشنا بود، خبر شد و رفت و جسد را برداشت. «درویش محمّد غسّال» را برای شستشو آگاه کردند...
صبح ِ تدفین، صبحی سرد و برفی بود و هیچکس جنازه را مشایعت نکرد، فقط «سرهنگ سعیدی کاخکی» که خود از دراویش ِ گنابادی ِ کرمان بود، به همراه ِ قبرکن‌ها بر جنازه نماز خواند.
بعدها همین سرهنگ کاخکی، مرگ ِاین درویش صفی علیشاهی (محمد ناصر خان) را به «تیمسار آق اولی» رئیس ِ هیئت امنای ِ خانقاه ِ صفی علیشاهی ِ تهران نوشت و تیمسار، مبلغ ِ صدتومان فرستاد تا صورت ِ قبرش را بستند و سنگ قبری برآن نهادند:
| تن ِ تو بی کفن و چرخ را قبا زاطلس |  | سر ِ تو بی کُله و چرخ را ز خور دیهیم |

من =باستانی پاریزی قامت ِ رشید ِ این پیرشاهزاده را، خوب به خاطر دارم که عصایش را روی ِ شانه اش می‌نهاد و در بازار ِ کرمان قدم می‌زد و هیچکس از درونش خبر نداشت:
| آن که حریر و خز نمود، از سر ِ ناز بر تنش |  | چهرهٔ او زخاک بین، قامتش از کفن نگر |

در کرمان ِ دورافتاده، هیچ خاطره‌ای از این شاهزادهٔ هنرمند نمانده، مگر تابلوهایی که جسته و گریخته، در خانهٔ این و آن به دیوارها کوفته شده و امضای ِ"محمدناصر ِصفاً دارد.
تنها طبیعت ِ کرمان بود که با کفن ِ سفید ِ برف، از جنازهٔ شازده تشییع کرد....»

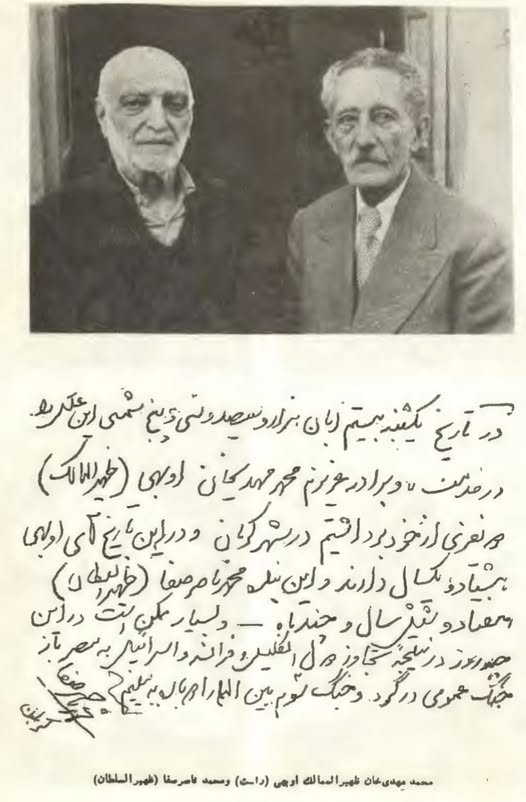
محمدمهدی خان ظهیرالممالک اوبهی و محمدناصر صفا (ظهیرالسلطان). نوشته زیر عکس: در تاریخ یکشنبه بیستم آبان هزار و سیصد و سی و پنج شمسی این عکس را در خدمت برادر عزیزم محمدمهدی خان اوبهی (ظهیرالممالک) دو نفری از خود برداشتیم در شهر کرمان و در این تاریخ آقای اوبهی هشتاد و یکسال دارند و این بنده محمدناصر صفا (ظهیرالسلطان) هفتاد و شش سال و چند ماه - و بسیار ممکن است در این چند روز در نتیجه تجاوز دول انگلیس و فرانسه و اسرائیل به مصر باز جنگ عمومی درگرد و جنگ سوم بین الملل را دوباره ببینیم. محمدناصرصفا-کرمان